# یویشوویتسه
یویشوویتسه (به چکی: Jevišovice) یک منطقهٔ مسکونی و شهرستان دارای شهرک سابقاً روستا در جمهوری چک است که در ناحیه زنویمو واقع شده‌است. یویشوویتسه ۱٬۱۳۲ نفر جمعیت دارد.